# K.O. Hilkier
Knud Ove Hilkier (20. november 1884 i København – 24. oktober 1953 i København) var en dansk maler.
Hilkier var søn af professor Christian Hilkier og Thora f. Schinkel. Han voksede op som enebarn i indre København, men tilbragte ofte sommerperioden på landet med sin familie, hvor han som barn begyndte at male. Hans far, som underviste i naturvidenskab, blev senere opfinder og fik patent på en tidlig version af brandalarmen.
Hilkier blev som 17-årig optaget på Kunstakademiet i København, bl.a. som elev af maler Viggo Johansen, hvorfra han dimitterede i i 1907. Han debuterede allerede to år tidligere på Kunstnernes Efterårsudstilling med et kvindeportræt, hvis dystre farvetone var præget af akademiets undervisning. Sigurd Swanes indtræden i dansk kunst omkring 1915 blev et vendepunkt for Hilkier og hans generation, som lod sig inspirere af Swanes moderne maleri med rødder i fransk impressionisme og fauvisme. Hilkier vendte sig de følgende år mod en lysere kolorit, modarbejdede akademiets indlærte strenghed og fik en større frihed i det maleriske sprog. Han beskæftigede sig stort set med alle slags motiver: Landsskabsbilleder fra Bornholm og Sorrento, bymotiver fra København og Paris osv. Hans foretrukne og mest kendte motiv var imidlertid den nøgne model i det fri, som vakte mindelser om Paul Cézannes Badende Kvinder. Han malede desuden et stort antal portrætter, deriblandt et dobbeltportræt af prinsesserne Margrethe og Benedikte.
Hilkier spillede endvidere en vigtig organisatorisk rolle inden for kunsten. Som medlem af Charlottenborgs Udstillingskomite og Akademirådet forsøgte han særligt at yde de unge kunstnere støtte. Modsat hans egne unge år i kunstverdenen, hvor man i højere grad hyldede de gamle og etablerede kunstnere, opstod i løbet af 1900-tallet en stor interesse for de unge. Hilkier beundrede især det moderne maleris eksperimenterende farvesyn og det frie, maleriske sprog, eksempelvis som udtrykt hos maler Paul Høm. 
I det hele taget var Hilkier en engageret og virksom mand, hvis idéer sommetider antog fantastiske størrelser. Bl.a. udarbejde han i 1940'erne en plan for et dansk Pantheon, som skulle hædre Danmarks berømte mænd og kvinder. Bygningen skulle derudover give anledning til et storslået arbejde for danske malere og billedhuggere. Han allierede sig med en arkitekt, som efter anvisning tegnede en bygning, der udover en mindehal også rummede en koncertsal og et stemme- og filmarkiv efter Anker Kirkebys forbillede. Hilkier ønskede indtrængende, at alle store malere skulle filmes ved deres arbejde og arrangerede derfor, at et filmhold besøgte maler Johannes Larsen i hans hjem i Kerteminde. 
I sit ydre var Hilkier imidlertid en beskeden mand. Ligesom flere af tidens øvrige kunstnere, som i begyndelsen af 1900-tallet gjorde op med boheme-idealet, var han sirligt klædt som en jurist, behersket i sin optræden og præcis i sin tale. På samme måde var hans maleri præget af en afmålthed, et forsøg på at undgå enhver form for overdreven sentimentalitet, hvilket altid medførte en fare for et teknisk veludført men tomt billede. Hilkier malede ud fra denne vished, i hans gentagelser af samme farveholdning og stemning, i hans hurtige, sikre håndelag, udfordrede han hele tiden tomhedens grænsepunkt. 
Hilkier giftede sig i 1911 med maler Ulla Augusta f. Duvier, datter af glarmester August Duvier. Han blev begravet fra Frederiksberg Kirke og ligger begravet på Frederiksberg Ældre Kirkegård.